# Comuna Biled, Timiș
Biled este o comună în județul Timiș, Banat, România, formată numai din satul de reședință cu același nume.

## Localizare

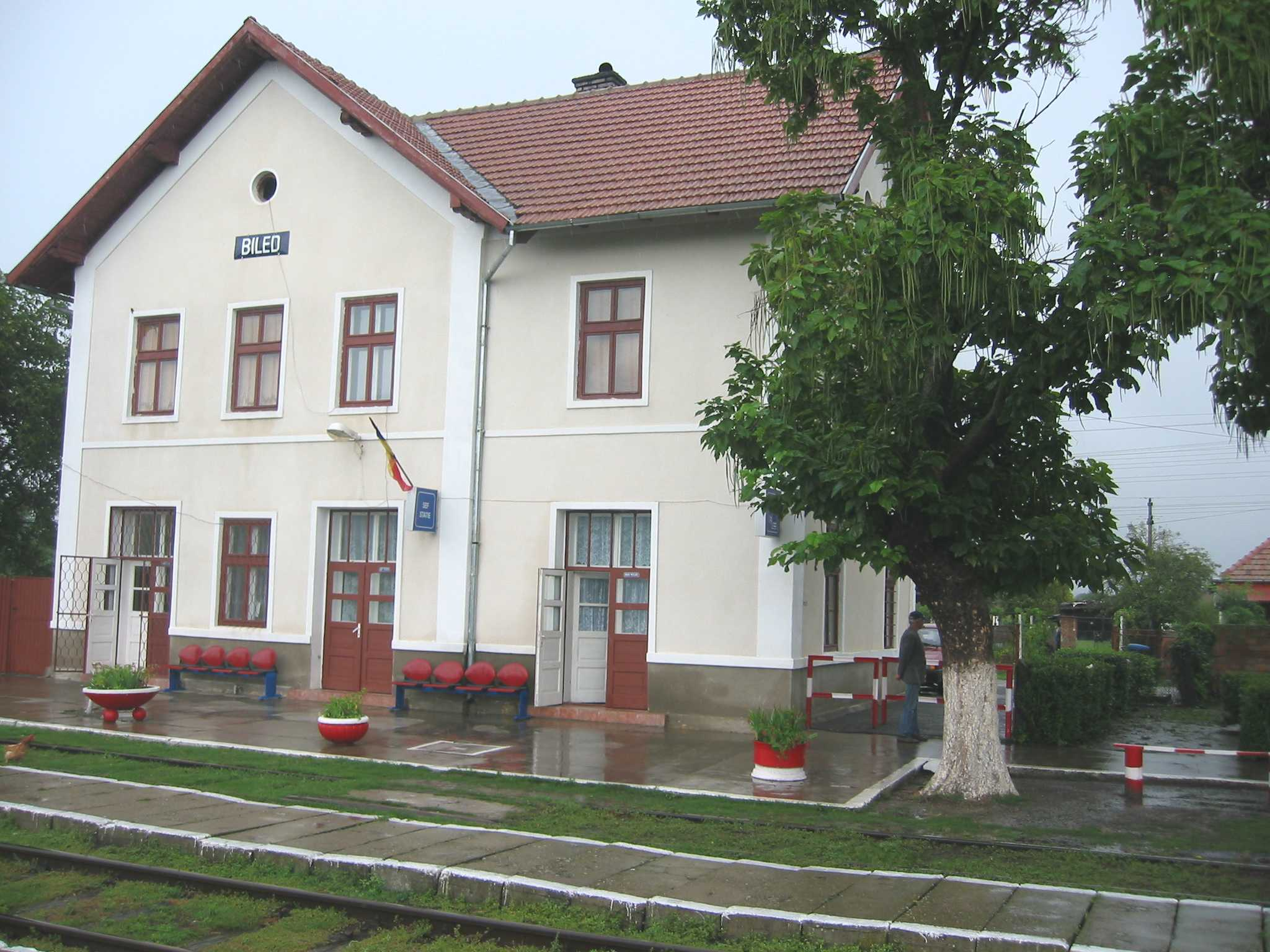
Gara din Biled

Localitatea este situată la 27 km de Timișoara. Este traversată, pe axa est - vest, de drumul național DN6 care leagă Timișoara de Sânnicolau Mare și vama Cenad. Paralel cu drumul național, Biledul este traversat și de calea ferată Timișoara - Cenad, având stație CFR proprie. Pe axa nord - sud este traversat de drumul județean DJ693 Orțișoara - Cărpiniș. Se învecinează la nord-est cu Satchinez, la sud-est cu Becicherecu Mic, la sud cu Iecea Mică, la sud-vest cu Iecea Mare și Șandra la nord-vest.

## Demografie
Componența etnică a comunei Biled
     Români (81,33%)
     Maghiari (2,64%)
     Romi (2,21%)
     Germani (1,29%)
     Alte etnii (0,56%)
     Necunoscută (11,98%)
Componența confesională a comunei Biled
     Ortodocși (73,11%)
     Romano-catolici (7,42%)
     Penticostali (3,96%)
     Alte religii (2,9%)
     Necunoscută (12,6%)
Conform recensământului efectuat în 2021, populația comunei Biled se ridică la 3.031 de locuitori, în scădere față de recensământul anterior din 2011, când fuseseră înregistrați 3.294 de locuitori. Majoritatea locuitorilor sunt români (81,33%), cu minorități de maghiari (2,64%), romi (2,21%) și germani (1,29%), iar pentru 11,98% nu se cunoaște apartenența etnică. Din punct de vedere confesional, majoritatea locuitorilor sunt ortodocși (73,11%), cu minorități de romano-catolici (7,42%) și penticostali (3,96%), iar pentru 12,6% nu se cunoaște apartenența confesională.

## Istorie

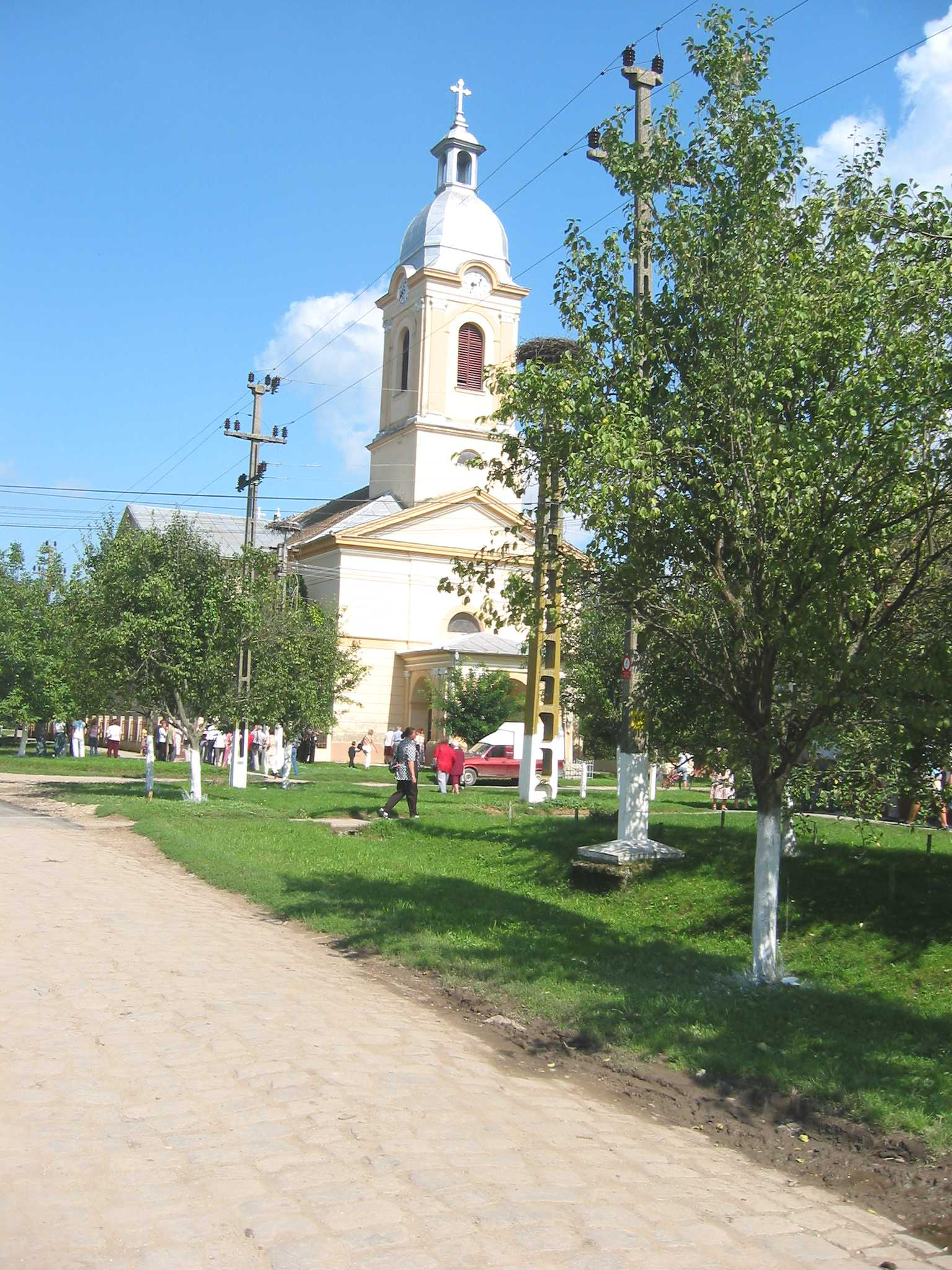
Biserica catolică

Localitatea a fost atestată documentar în 1462 însă este mai veche. În 1847 a fost descoperit un tezaur cu aproximativ 2.000 de monede din bronz, argint și aur, emise de la Traian la Constantin cel Mare. Acesta se află în prezent la Cabinetul Numismatic de la Viena. Tot pe teritoriul localității s-au mai găsit vestigiile mai multor așezări daco-romane care datează din secolele III - IV.
În 1562 Biledul devine proprietate regală. Colonizarea germanilor are loc într-o primă etapă în 1765 și în a doua etapă între 1768 - 1775. În 1786 se construiește biserica. Stăpânirea habsburgică a stabilit Biledul cu statut urban. În perioada 1956 - 1996 au avut loc importante emigrări spre vest.
Primari biled din 1765-2012
1.1765-1767=Hann Cașpar
2.1767=Șchmid Johann
3.1770-1779=Grosz Bernard
4.1780-1784 Wagner Michael
5.1785-1787=Tiger Peter
6.1788-1789=Lișing Eberhard
7.1790-1792=Șteper Michael
8.1793-1794=Henn Peter
9.1797-1798=Phillipi Jacob
10.1799-1804=Khorcher Nickolaus
11.1804-1805=Ghotter Johan
12.1806-1808=Zimmer Karl
13.1809-1810=Șchofer Kașper
14.1810=Han Johann
15.1811-1814=Klein Johann

## Politică
Comuna Biled este administrată de un primar și un consiliu local compus din 13 consilieri. Primarul, Ovidiu-Ioan Oprișa[*], de la Partidul Național Liberal, este în funcție din octombrie 2020. Începând cu alegerile locale din 2024, consiliul local are următoarea componență pe partide politice:
|  | Partid                                     | Consilieri | Componența Consiliului | Componența Consiliului | Componența Consiliului | Componența Consiliului | Componența Consiliului |
|  | ------------------------------------------ | ---------- | ---------------------- | ---------------------- | ---------------------- | ---------------------- | ---------------------- |
|  | Partidul Național Liberal                  | 5          |                        |                        |                        |                        |                        |
|  | Partidul Social Democrat                   | 4          |                        |                        |                        |                        |                        |
|  | Alianța pentru Unirea Românilor            | 1          |                        |                        |                        |                        |                        |
|  | Forumul Democrat al Germanilor din România | 1          |                        |                        |                        |                        |                        |
|  | Alianța Dreapta Unită                      | 1          |                        |                        |                        |                        |                        |
|  | Partidul Puterii Umaniste                  | 1          |                        |                        |                        |                        |                        |

Biledul este înfrățit cu localitatea Bürmoos din Austria.

## Economie
Comuna Biled este una dintre cele mai mari din județul Timiș, cu rol polarizator, de servire și influențare a satelor din jur, cu funcții agro-industriale și o clară evoluție urbană.

## Obiective turistice
- Movila de la Kalvarienberg (Der Grabatzer Kalvarienberg) - un mormânt colectiv din timpul epidemiei de ciumă din 1834.

## Personalități
- Michael Wolf (1901 - 2003), arhitect;
- Johann Steiner (n. 1948), scriitor;
- Doru Ioan Tărăcilă (n. 1951), politician.